# Sphaerulina rehmiana
Sphaerulina rehmiana är en lavart som beskrevs av Jaap 1910. Sphaerulina rehmiana ingår i släktet Sphaerulina och familjen Mycosphaerellaceae.   Inga underarter finns listade i Catalogue of Life.